# Лютинская, Лилианна Викторовна
Лилианна Викторовна Лютинская (9 апреля 1932 — 5 ноября 2004) — советский и российский художник (мастер-оформитель кукол) театра, кино и мультипликации.

## Биография
Родилась 9 апреля 1932 года.
В 1947—1950 годах обучалась в художественно-ремесленном училище (полученная специальность — лепщик-
модельщик), работала в стройуправлении МВД, в Метрострое занималась оформлением станции «Комсомольская» Кольцевой линии.
В 1953—1961 годах работала мастером-бутафором на студии «Союзмультфильм».
В 1961—1975 годах — мастер-оформитель кукол на студии «Союзмультфильм».
В 1975—1984 годах — художник-оформитель на киностудии «Грузия-фильм» и в театре Музкомедии им. Абашидзе.
В 1984—2000 годах — мастер-оформитель кукол на студии «Союзмультфильм».
Умерла 5 ноября 2004 года.

## Фильмография
| Год  | Название мультфильма                           | Студия                         |
| ---- | ---------------------------------------------- | ------------------------------ |
| 1956 | «Колобок»                                      | «Союзмультфильм»               |
| 1961 | «Новичок»                                      | «Союзмультфильм»               |
| 1964 | «Жизнь и страдания Ивана Семёнова»             | «Союзмультфильм»               |
| 1964 | «Кто поедет на выставку?»                      | «Союзмультфильм»               |
| 1964 | «Левша»                                        | «Союзмультфильм»               |
| 1964 | «Лягушонок ищет папу»                          | «Союзмультфильм»               |
| 1964 | «Можно и Нельзя»                               | «Союзмультфильм»               |
| 1964 | «Страна Оркестрия»                             | «Союзмультфильм»               |
| 1965 | «Странички календаря»                          | «Союзмультфильм»               |
| 1966 | «Автомобиль, любовь и горчица»                 | «Союзмультфильм»               |
| 1966 | «Мой зелёный крокодил»                         | «Союзмультфильм»               |
| 1966 | «Поди туда, не знаю куда»                      | «Союзмультфильм»               |
| 1966 | «Тимошкина ёлка»                               | «Союзмультфильм»               |
| 1967 | «Как стать большим»                            | «Союзмультфильм»               |
| 1967 | «Ну и Рыжик!»                                  | «Союзмультфильм»               |
| 1967 | «Шесть Иванов — шесть капитанов»               | «Союзмультфильм»               |
| 1967 | «Легенда о злом великане»                      | «Союзмультфильм»               |
| 1967 | «Приключения барона Мюнхаузена»                | «Союзмультфильм»               |
| 1968 | «Клубок»                                       | «Союзмультфильм»               |
| 1968 | «Козлёнок, который считал до десяти»           | «Союзмультфильм»               |
| 1968 | «Не в шляпе счастье»                           | «Союзмультфильм»               |
| 1968 | «Осторожно, щука!»                             | «Союзмультфильм»               |
| 1968 | «Соперники»                                    | «Союзмультфильм»               |
| 1968 | «Подарок»                                      | «Киевнаучфильм»                |
| 1969 | «Крокодил Гена»                                | «Союзмультфильм»               |
| 1969 | «Солнечное зёрнышко»                           | «Союзмультфильм»               |
| 1970 | «Бобры идут по следу»                          | «Союзмультфильм»               |
| 1971 | «Лошарик»                                      | «Союзмультфильм»               |
| 1972 | «Заветная мечта»                               | «Союзмультфильм»               |
| 1972 | «Мастер из Кламси»                             | «Союзмультфильм»               |
| 1972 | «Новогодняя сказка»                            | «Союзмультфильм»               |
| 1972 | «Приключения Незнайки и его друзей» (сериал)   | Творческое объединение «Экран» |
| 1973 | «Аврора»                                       | «Союзмультфильм»               |
| 1973 | «Айболит и Бармалей»                           | «Союзмультфильм»               |
| 1973 | «Митя и микробус»                              | «Союзмультфильм»               |
| 1973 | «Немухинские музыканты»                        | «Союзмультфильм»               |
| 1974 | «Ваня Датский»                                 | «Союзмультфильм»               |
| 1974 | «Похождения Чичикова. Манилов»                 | «Союзмультфильм»               |
| 1974 | «Похождения Чичикова. Ноздрёв»                 | «Союзмультфильм»               |
| 1974 | «Федорино горе»                                | «Союзмультфильм»               |
| 1974 | «Шапокляк»                                     | «Союзмультфильм»               |
| 1974 | «Всё наоборот»                                 | «Союзмультфильм»               |
| 1975 | «Наша няня»                                    | «Союзмультфильм»               |
| 1975 | «Поезд памяти»                                 | «Союзмультфильм»               |
| 1979 | «Бачо едет к бабушке»                          | «Грузия-фильм»                 |
| 1979 | «Приключения Саламуры»                         | «Грузия-фильм»                 |
| 1981 | «Медвежонок Бутхуз»                            | «Грузия-фильм»                 |
| 1981 | «Сказка на колёсах»                            | «Грузия-фильм»                 |
| 1983 | «Сказка в сказке»                              | «Грузия-фильм»                 |
| 1984 | «Ваня и крокодил»                              | «Союзмультфильм»               |
| 1984 | «Волк и телёнок»                               | «Союзмультфильм»               |
| 1984 | «Заячий хвостик»                               | «Союзмультфильм»               |
| 1985 | «Боцман и попугай» (3-й выпуск)                | «Союзмультфильм»               |
| 1985 | «Рыжая кошка»                                  | «Союзмультфильм»               |
| 1985 | «Боцман и попугай» (4-й выпуск)                | «Союзмультфильм»               |
| 1986 | «Мышонок и красное солнышко»                   | «Союзмультфильм»               |
| 1986 | «Боцман и попугай» (5-й выпуск)                | «Союзмультфильм»               |
| 1987 | «Большой подземный бал»                        | «Союзмультфильм»               |
| 1987 | «Исчезатель»                                   | «Союзмультфильм»               |
| 1987 | «Освобождённый Дон Кихот»                      | «Союзмультфильм»               |
| 1987 | «Счастливый Григорий»                          | «Союзмультфильм»               |
| 1988 | «Влюбчивая ворона»                             | «Союзмультфильм»               |
| 1988 | «Карпуша»                                      | «Союзмультфильм»               |
| 1988 | «Кошка, которая гуляла сама по себе»           | «Союзмультфильм»               |
| 1988 | «Летели два верблюда»                          | «Союзмультфильм»               |
| 1988 | «Свирепый Бамбр»                               | «Союзмультфильм»               |
| 1988 | «Уважаемый леший»                              | «Союзмультфильм»               |
| 1988 | «Как прекрасно светит сегодня Луна»            | «Союзмультфильм»               |
| 1988 | «Мы идём искать»                               | «Союзмультфильм»               |
| 1989 | «Квартет для двух солистов»                    | «Союзмультфильм»               |
| 1989 | «Музыкальный магазинчик»                       | «Союзмультфильм»               |
| 1989 | «Квартира из сыра»                             | «Союзмультфильм»               |
| 1989 | «Пришелец в капусте»                           | «Союзмультфильм»               |
| 1990 | «Ёжик должен быть колючим?»                    | «Союзмультфильм»               |
| 1990 | «По следам Бамбра»                             | «Союзмультфильм»               |
| 1991 | «Сказка»                                       | «Союзмультфильм»               |
| 1991 | «На чёрный день»                               | «Союзмультфильм»               |
| 1991 | «Ненаглядное пособие» (из цикла «38 попугаев») | «Союзмультфильм»               |
| 1991 | «Ловушка для Бамбра»                           | «Союзмультфильм»               |
| 1992 | «Машенька»                                     | «Союзмультфильм»               |
| 1992 | «Шарман, шарман!»                              | «Союзмультфильм»               |
| 1993 | «Деревенский водевиль»                         | «Союзмультфильм»               |
| 1995 | «Теремок» (в сборнике «Весёлая карусель» № 29) | «Союзмультфильм»               |
| 1995 | «Шарман, шарман!» (3-й выпуск)                 | «Союзмультфильм»               |

## Рецензии, отзывы, критика
Преимущественно работала с супругом (Геннадием Лютинским), совместно с которым в свободные минуты делала реквизит для фокусников Дика Гиташвили и Арутюна Акопяна.
Юрий Трофимов в интервью Сергею Капкову, данном в 2013 году и опубликованном в журнале «Искусство кино» № 7/8 за 2022 год, вспоминал о Лилианне Лютинской как о замечательном мастере кукол.